# Conor McCormack
Conor James McCormack (18 maggio 1990) è un calciatore irlandese, centrocampista del Galway Utd.

## Carriera

### Club
Ha iniziato la sua carriera nel Manchester United firmando un contratto con i Red Devils a 16 anni. Dopo aver trascorso due anni a Manchester, McCormack capisce che non c'è più spazio per lui in prima squadra e rifiuta il prolungamento del contratto. Si trasferisce in Italia firmando un contratto con la Triestina, squadra di Serie B. Facendo ciò diviene il primo calciatore irlandese a giocare in Italia dopo il periodo di Robbie Keane all'Inter. McCormack viene subito messo nella squadra primavera dei giuliani. Dopo due anni e mezzo McCormack, nonostante l'inserimento in prima squadra, non riesce ad esordire in serie B. Dopo un accordo rifiutato per passare in prestito ad una squadra di Serie C, McCormack mostra l'intenzione di lasciare Trieste. Torna in patria per firmare un contratto con i campioni irlandesi dello Shamrock Rovers. Esordisce in campionato il 1º aprile 2011 nella sfida tra Drogheda United e Shamrock Rovers finita sul punteggio di 0-4. Il 12 luglio esordisce in Champions League giocando la partita contro il Flora Tallinn (1-0). In seguito gioca altre tre partite della competizione contro il Flora e il København. Lo Shamrock viene eliminato dai danesi in Champions, retrocedendo in Europa League. Conor McCormack fa il suo esordio in Europa League il 18 agosto in Shamrock Rovers-Partizan 1-1.

## Palmarès

### Club

#### Competizioni nazionali
- League of Ireland: 1

Shamrock Rovers: 2011
- Coppa di Lega irlandese: 1

Shamrock Rovers: 2013
- Supercoppa d'Irlanda: 1

St Patrick's: 2014
- First Division: 1

Galway United: 2023